# Isoneuromyia tucumana
Isoneuromyia tucumana är en tvåvingeart som beskrevs av Lane 1958. Isoneuromyia tucumana ingår i släktet Isoneuromyia och familjen platthornsmyggor. Inga underarter finns listade i Catalogue of Life.